# Погожеля (Опольське воєводство)
Погожеля (пол. Pogorzela, нім. Pogarell) — село в Польщі, у гміні Ольшанка Бжезького повіту Опольського воєводства.
Населення — 589 осіб (2011).

## Демографія
Демографічна структура станом на 31 березня 2011 року:
|          | Загалом | Допрацездатний вік | Працездатний вік | Постпрацездатний вік |
| -------- | ------- | ------------------ | ---------------- | -------------------- |
| Чоловіки | 299     | 50                 | 221              | 28                   |
| Жінки    | 290     | 44                 | 177              | 69                   |
| Разом    | 589     | 94                 | 398              | 97                   |